# 日本福音キリスト教会連合
日本福音キリスト教会連合（にほんふくいんキリストきょうかいれんごう、英: Japan Evangelical Church Association : JECA）は、日本におけるプロテスタントの団体連合。加盟教会は2022年末時点で200か所。
欧米のフェイス・ミッションの宣教活動の結果生まれた4つの団体が合同して生まれた。日本福音同盟に加入し、重要な役割を担っている。神奈川県川崎市多摩区に事務局を設けているが、連合自体は法人格を有しておらず、加盟教会との間で包括・被包括の関係を持っていない。

## 沿革
- 1968年5月 信仰告白と教会政治をほぼ同じくする、リーベンゼラ・キリスト教会連合、日本新約教団、単立キリスト教会連盟の3団体が話し合いを続けた。
- 1986年4月 3者は「キリスト教会中連合」を発足
- 1987年 北海道福音教会協議会が加わった。
- 1992年4月29日 以上の4つの団体が合同して設立された（設立時140教会）。
- 1995年 「第二次大戦における日本の教会の罪責に関する私たちの悔い改め」の声明を発表する。
- 2014年12月9日 「特定秘密保護法に関する見解」を発表[2]。
- 2019年10月 愛知県蒲郡市にて全国信徒集会を開催。
- 2023年4月　西日本地区から九州地域と山口県を分離する組織再編を実施。

## 組織
- 全国運営委員会
  - 北海道地区
  - 東北地区
  - 北関東地区（群馬県、栃木県、茨城県のうち県西地域、埼玉県）
  - 東関東地区（茨城県のうち県西地域以外、千葉県、東京都区部のうち東部）
  - 西関東地区（東京都区部のうち東部以外、多摩地区のうち八王子市と町田市以外、甲信）
  - 南関東地区（多摩地区のうち八王子市と町田市、神奈川県、静岡県）
  - 中部地区（愛知県、岐阜県、三重県、北陸）
  - 西日本地区（近畿、中国、四国）
  - 九州地区（九州、山口県）
  - 沖縄地区
- 基金財務委員会
- 規約委員会
- 宣教協力委員会
- 福利厚生委員会
- 社会委員会
- 神学委員会
- 広報委員会
- 岩手開拓伝道委員会

## 特色
- 各個教会の自主性、自立性
- 全体としての一体性
- 地域性の重視
- 「連合」の群全体の協力。
- 歴史的なプロテスタントの基本教理を堅持する立場である。
- 広く福音的な教派、教会、諸団体と協力する開かれた群。
- 教会と国家の問題について積極的に発言して行動している。
- 2011年より広報委員会が隔年でハンドブック（加盟教会の名鑑、団体が公式に発表した声明の全文掲載などの役目を担う）を刊行している。
- 東京基督教大学、聖書宣教会、北海道聖書学院を協力神学校としている。[3]

## 主な牧師（および退任牧師）
- 油井義昭（元・長津田キリスト教会牧師）
- 山口勝政（八郷キリスト教会牧師）
- 鞭木由行（元・生田丘の上キリスト教会、聖書宣教会校長）
- 内田和彦（前橋キリスト教会牧師）
- 雨宮巍（現富士見ヶ丘キリスト教会牧師）
- 井出定治（元・キリスト教朝顔教会牧師）
- 舟喜信（元・浜田山キリスト教会牧師）
- 羽鳥純二（元・キリスト教朝顔教会牧師、元・自由ヶ丘キリスト教会牧師）
- 岡山英雄（東松山福音教会牧師）